# 名取大橋
名取大橋（日语：／）是日本的一座公路桥梁，位于宮城縣仙台市太白區，跨越名取川，承载日本國道4號和國道6號的仙台繞道，全长541米，宽14.5米，1964年建成通车。